# Campeonato Panamericano de Béisbol Sub-12 de 2002
El Campeonato Panamericano de Béisbol Sub-12 de 2002 con categoría Infantil AA, se disputó en México D.F., México del 12 al 21 de julio en el año 2002. El oro se lo llevó Venezuela por sexta vez.

## Equipos participantes
- Bahamas
- Brasil
- Honduras
- México
- Perú
- República Dominicana
- Venezuela

## Resultados
| Posición | Selección            |
| -------- | -------------------- |
|          | Venezuela            |
|          | México               |
|          | Brasil               |
| 4°       | Honduras             |
| 5°       | Perú                 |
| 6°       | República Dominicana |
| 7°       | Bahamas              |